# Андорно Качорна (Бјела)
Андорно Качорна (итал. Andorno Cacciorna) је насеље у Италији у округу Бијела, региону Пијемонт.
Према процени из 2011. у насељу је живело 3024 становника. Насеље се налази на надморској висини од 549 м.